# Luffa sepium
Luffa sepium là một loài thực vật có hoa trong họ Cucurbitaceae. Loài này được (G.Mey.) C.Jeffrey mô tả khoa học đầu tiên năm 1992.